# روشن المرادلی
روشن اَلمُرادلی (انگلیسی: Rovshan Almuradly; ۱۹ آوریل ۱۹۵۴ – ۲ آوریل ۲۰۱۹) کارگردان فیلم، فیلمنامه نویس و بازیگر اهل کشور جمهوری آذربایجان بود.